# Bezoar
El bezoar es una acumulación de alguna sustancia no digerible, capaz de formar masas de volumen variable, que se puede hallar en los intestinos o estómagos de animales, principalmente mamíferos. Hay muchos tipos de bezoar, tanto orgánicos como inorgánicos.
La palabra bezoar viene del árabe hispánico bazáhr, este del árabe clásico bā[di]zahr y originalmente del persa pād zahr, que significa «contraveneno» o 
«antídoto», pues en la Antigüedad se creía que el bezoar podía curar y anular los efectos de todos los venenos. Aunque no actúa contra todas las ponzoñas como se creía, algunos tipos de tricobezoares (bezoares formados con pelo) pueden anular efectos del arsénico.
Antiguamente los boticarios alquilaban o vendían bezoares a precios elevados.

## Tipos por contenido
- Tricobezoar es un bezoar formado de pelo. Hay casos en los cuales se forman por el propio pelo consumido de la persona o del animal.
- Farmabezoar es un bezoar formado por medicamentos.
- Fitobezoar está compuesto de materiales orgánicos no digeribles (en los humanos, por ejemplo, la celulosa).
- Algunos bezoares, los más interesantes, son los que empiezan por materiales como arena y piedras, y con el tiempo se van formando capas de calcio en su superficie, a semejanza de las perlas de las ostras. Estos bezoares son llamados piedra bezoar o gema bezoar, ya que son muy bellos y son consideradas piedras semipreciosas.

Todos estos bezoares se pueden formar en humanos.

## Tipos por localización
- Un bezoar en el esófago es común en niños pequeños y en caballos.
- Un bezoar en el intestino grueso puede derivar en un fecaloma.